# Louis de Koning
Louis de Koning (Brielle, 19 oktober 1967) is een Nederlands voormalig wielrenner.
Als jongeling reed De Koning goede uitslagen, zoals de Ronde van Limburg en een derde plaats in Olympia’s Tour en Peter Post voegde hem op 21-jarige leeftijd dan ook toe aan de Panasonic-ploeg. Hij kon de verwachtingen echter nooit helemaal waarmaken.
Na een profloopbaan van acht jaar, opende hij in 2000 zijn eigen wielerzaak in Zuidland. Toch werd hij in 2001 nog derde op het Nederlands kampioenschap wielrennen.

## Belangrijkste overwinningen
1988
- Ronde van Midden-Nederland
- Ronde van Limburg

1990
- GP Beeckman-De Caluwé

1992
- GP Impanis
- 2e etappe deel a Ronde van Nederland
- Ronde van Keulen
- 5e etappe Ronde van Ierland

1995
- Ronde van Overijssel

1996
- Ster van Zwolle
- 8e etappe Olympia's Tour
- Ronde van Limburg
- GP Wielerrevue
- Nijverdal

1998
- Ronde van Noord-Holland

2002
- Omloop Houtse Linies

## Resultaten in voornaamste wedstrijden
| Jaar | Ronde van Italië | Ronde van Frankrijk | Ronde van Spanje |
| ---- | ---------------- | ------------------- | ---------------- |
| 1989 |                  |                     |                  |
| 1990 | 87e              |                     |                  |
| 1991 |                  |                     | buiten tijd      |
| 1993 |                  |                     |                  |
| 1994 |                  |                     |                  |
| 1997 |                  |                     |                  |

| Jaar | Milaan-San Remo | Gent-Wevelgem | Ronde van Vlaanderen | Parijs-Roubaix | Amstel Gold Race | Luik-Bast.‑Luik | Ronde van Lombardije |
| ---- | --------------- | ------------- | -------------------- | -------------- | ---------------- | --------------- | -------------------- |
| 1989 |                 | 43e           | 71e                  |                | 51e              |                 |                      |
| 1990 |                 |               |                      |                |                  |                 | 83e                  |
| 1991 |                 |               |                      | 74e            |                  |                 |                      |
| 1993 | 105e            |               |                      |                |                  | 89e             |                      |
| 1994 |                 | 91e           |                      |                |                  |                 |                      |
| 1997 |                 | 82e           |                      |                |                  |                 |                      |